# Central Texas Uplift
O Llano Uplift, também conhecido como Central Texas Uplift, é uma cúpula geológica de baixa elevação e geologicamente antiga, com cerca de 90 milhas (140 km) de diâmetro, localizada principalmente nos condados de Llano, Mason, San Saba, Gillespie e Blanco, no Texas. Consiste em uma exposição semelhante a uma ilha de rochas ígneas e metamórficas pré-cambrianas, cercada por afloramentos de estratos sedimentares paleozóicos e cretáceos.
Na sua maior largura, as rochas pré-cambrianas expostas se estendem por cerca de 65 milhas (100 km) a oeste do vale do rio Colorado, situando-se abaixo de uma ampla e suave bacia topográfica drenada pelo rio Llano. Essa bacia topográfica moderadamente rebaixada é sustentada por rochas pré-cambrianas e delimitada por uma borda descontínua de colinas de topo plano. Essas colinas representam a borda dissecada do Planalto de Edwards, composto por estratos sedimentares cretáceos sobrejacentes.
Dentro desta bacia e ao longo de sua margem encontram-se blocos falhados descendentes e remanescentes erosivos de estratos paleozoicos, que formam colinas proeminentes.
O Llano Uplift é bem conhecido por seus grandes domos de granito, como o Enchanted Rock. A área abriga várias pedreiras importantes, como a Granite Mountain, de onde é extraído o característico granito rosa. Além disso, a região contém os únicos depósitos conhecidos de llanita.

## Geologia

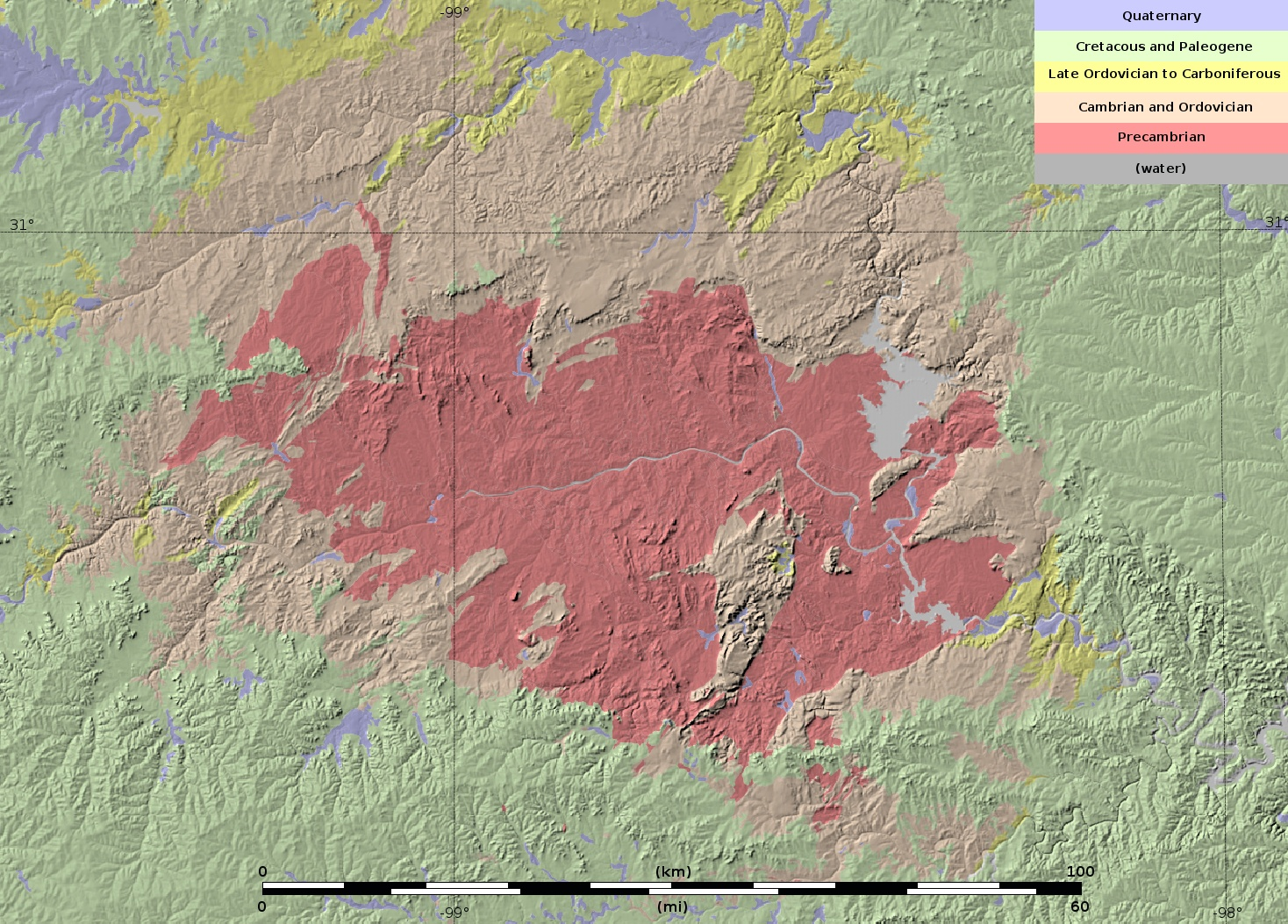
Llano Uplift - Mapa geológico

O Llano Uplift pode ser considerada uma "elevação" com base em seu padrão observado em mapas geológicos ou estruturais do topo das rochas pré-cambrianas. Ela se qualifica como tal elevação porque consiste em um extenso embasamento pré-cambriano elevado, cuja superfície está significativamente acima da elevação do embasamento ao seu redor.
No entanto, o Llano Uplift pode não ter sido só erguido como uma estrutura única e coesa, nem em um único evento tectônico, como seria típico em um embasamento elevado. Em vez disso, sua formação resultou de múltiplas estruturas geológicas e eventos tectônicos distintos que ocorreram ao longo dos períodos Carbonífero e Cretáceo.

### Rochas pré-cambrianas
Rochas pré-cambrianas afloram diretamente abaixo da superfície da parte central do Llano Uplift, dentro de uma bacia de baixo relevo drenada pelo rio Llano e que se estende para o leste até o vale do rio Colorado. Essas rochas constituem cerca de 900 000 quilômetro quadrados (350 000 sq mi) do embasamento cristalino do Proterozóico Médio, exposto em uma janela erosiva aberta por meio da remoção dos estratos sedimentares fanerozoicos que os recobriam. Esse embasamento é cortado por numerosas falhas normais e de deslizamento oblíquo, resultantes da orogenia de Ouachita, que justapuseram os estratos paleozoicos às rochas pré-cambrianas.
As rochas pré-cambrianas incluem rochas metavulcânicas, metaplutônicas e metassedimentares, fortemente deformadas, com idades variando de 1,37 a 1,23 bilhões de anos (Ga). Essas rochas foram posteriormente intrudidas por granitos sin- a pós-tectônicos, datados entre 1,13 e 1,07 Ga.
Essas unidades podem ser subdivididas em três domínios delimitados por falhas: os domínios Valley Spring, Packsaddle e Coal Creek. Cada domínio apresenta litologias e idades distintas, sendo formados por rochas erupcionadas, intrudidas ou depositadas em áreas separadas e posteriormente justapostas tectonicamente durante a orogenia de Grenville.
O domínio Valley Spring é composto principalmente por gnaisse com quartzo e feldspato microclina, além de quantidades menores de biotita e hornblenda. Provavelmente, esse gnaisse deriva de rochas sedimentares, vulcânicas e intrusivas altamente metamorfoseadas, incluindo fluxos de lava riolítica, tufos piroclásticos, intrusões ígneas e arcósios intercalados com camadas menores de calcário e xisto. Essas rochas têm idades entre 1,29 e 1,23 Ga.
O domínio Packsaddle consiste principalmente em xistos compostos por hornblenda, biotita, muscovita e actinolita; mármores e rochas calco-silicatadas; quartzitos; e gnaisse de quartzo-feldspato. Essas rochas provavelmente se originaram de calcário marinho, xisto e arenito intercalados com rochas vulcânicas máficas e félsicas, bem como soleiras intrusivas. Sua idade varia entre 1,27 e 1,25 Ga.
O domínio Coal Creek inclui uma massa de 6,4 quilômetros (4,0 mi) de serpentinito — o Coal Creek Serpentinite — envolvida por gnaisse metaígneo composto de quartzo e plagioclásio, identificado como Big Branch Gneiss. Esse gnaisse foi datado entre 1,33 e 1,30 Ga, tendo sido metamorfoseado por volta de 1,29 Ga — mais cedo que qualquer outra rocha metamórfica da região de Llano. O domínio também contém plutões de diorito, gabro, anfibolito, xisto máfico, pequenas ocorrências de talco e corpos de arco insular com uma fatia de manto oceânico falhada.
Após 1,2 Ga, um ciclo global de colisão continental e a consequente formação de montanhas — conhecido globalmente como orogenia de Grenville, e localmente como orogenia Llano — provocou a justaposição e intercalação tectônica desses estratos. Eles também foram subsequentemente modificados por metamorfismo, originando as rochas atualmente expostas no Llano Uplift. Grandes plutões graníticos — que localmente formam uma parte significativa dos afloramentos — e um dique de llanita também intrudiram essas rochas. Durante o intervalo de cerca de 400 milhões de anos entre a colocação da llanita e o início da sedimentação do Cambriano Médio, a erosão removeu vários quilômetros de rochas pré-cambrianas.

### Paleozóico Inferior (Cambriano e Ordoviciano)
Dentro e ao redor do Llano Uplift, há remanescentes erosivos e blocos com falhas descendentes de estratos sedimentares do Paleozóico Inferior. No interior da elevação, esses remanescentes e blocos de falha frequentemente formam colinas proeminentes. Os estratos do Paleozóico Inferior são compostos por mais de 600 metros (2 000 pé) de arenitos, calcários e dolomitos cambrianos do Grupo Moore Hollow, além de calcários e dolomitos do Ordoviciano Inferior pertencentes ao Grupo Ellenburger.
O Grupo Moore Hollow inclui o arenito Hickory, o calcário Cap Mountain e o arenito Lion Mountain, assim como a Formação Wilberns, composta por arenito, calcário, xisto e uma camada superior de calcário e dolomita.

O Grupo Ellenburger é uma sequência incompleta de estratos do Ordoviciano Inferior, dividida da base para o topo nas formações Tanyard, Gorman e Honeycut. Essas formações contêm calcários e dolomitos, geralmente não glauconíticos e com poucos fósseis. Uma paleosuperfície erosiva anterior ao Devoniano, com um paleocarste bem desenvolvido, trunca o Grupo Ellenburger, que afina de uma espessura de 570 metros (1 900 pé) no sudeste da região de Llano para cerca de 250 metros (820 pé) no noroeste.
O Grupo Moore Hollow registra o avanço de um mar a partir do sudeste sobre as rochas erodidas do Pré-Cambriano, durante o Cambriano Médio e Superior, seguido por soterramento sob sedimentos marinhos costeiros e próximos à costa. Esse mar se estendeu para o norte sobre uma superfície erodida com até 240 metros (790 pé) de relevo local, o que resultou na deposição de um conglomerado fino e descontínuo de seixos derivados localmente — frequentemente abrasados pelo vento — sobre os estratos pré-cambrianos na base do grupo.
Após a deposição dos calcários e dolomitos superiores do Cambriano, o Grupo Ellenburger do Ordoviciano Inferior (formações Tanyard, Gorman e Honeycut) acumulou-se em plataformas carbonáticas de águas rasas. No final do Ordoviciano Inferior, a região do Texas Central foi inclinada para o leste e exposta à erosão subaérea e à carstificação.
Possíveis conodontes retrabalhados do Ordoviciano Médio (como Chirognathus) foram encontrados em estratos mais recentes, e um bolsão de calcário do Ordoviciano Superior — o calcário Burnam — está preservado em uma estrutura de colapso no condado de Burnet. Esses conodontes retrabalhados e o calcário Burnam indicam que a região do soerguimento de Llano provavelmente foi parcialmente e brevemente submersa durante o Ordoviciano Médio e Superior, embora os sedimentos dessas inundações tenham sido em grande parte removidos por erosão posterior.

### Paleozóico Médio (Siluriano e Devoniano)
Dentro do Llano Uplift, estratos fossilíferos do Siluriano e do Devoniano ocorrem preservados como preenchimentos de estruturas de solução e colapso, que variam em tamanho desde grandes sumidouros estruturais até fraturas com apenas alguns centímetros de largura.
Depósitos isolados do calcário fossilífero Starcke, preservados em antigas dolinas desenvolvidas no Grupo Ellenberger, fornecem evidências claras de que a região de Llano foi inundada por águas marinhas ao menos uma vez durante o período Siluriano.
Calcários fossilíferos do Devoniano, de diversos tipos, preservados em preenchimentos de cavernas, depressões de colapso e outras feições paleocársticas desenvolvidas no Grupo Ellenberger, também indicam que a região foi episodicamente inundada por águas marinhas durante o Devoniano.
Durante os períodos de exposição subaérea, esses depósitos foram em grande parte removidos da região do Llano Uplift. Os bolsões e remanescentes de estratos devonianos preservados no paleocarste incluem a Formação Bear Spring, o calcário Pillar Bluff, a Formação Stribling e, em parte, a Formação Houy.
As brechas encontradas na base desses bolsões provavelmente representam uma mistura de resíduos formados pela dissolução subaérea in situ de calcários e dolomitos subjacentes, junto com sedimentos erodidos e redepositados por uma linha costeira marinha em avanço.

### Paleozóico Tardio (Carbonífero e Permiano)
Assim como os estratos devonianos encontrados no Llano Uplift, os estratos do início do Carbonífero (Mississippiano) — o xisto negro mais jovem da Formação Houy, o calcário crinoidal do Calcário Chappel e o xisto negro da Formação Barnett — consistem, no máximo, em alguns metros de sedimentos preservados dentro de estruturas de colapso e outros paleocarstes. Assim como os estratos do Devoniano e Siluriano encontrados no soerguimento do Llano, esses depósitos representam breves períodos de inundação por mares epicontinentais rasos e sedimentação marinha, alternando com longos períodos de exposição subaérea, durante os quais esses sedimentos foram quase completamente removidos pela erosão.
Os estratos do Carbonífero Superior (Pensilvaniano Inferior) estão expostos principalmente em três áreas não contíguas. Primeiro, uma exposição isolada do xisto Smithwick e do calcário subjacente de Marble Falls ocorre próxima à cidade de Marble Falls, no sudoeste do Condado de Burnet. Em segundo lugar, no sudoeste do Condado de Mason e no nordeste do Condado de Kimble, o calcário Marble Falls do Carbonífero Tardio — sobreposto a estratos relativamente finos do Carbonífero inicial — está exposto dentro de meia dúzia de blocos falhados isolados na periferia sudoeste da região de Llano. Por fim, há uma exposição triangular ao longo da periferia noroeste, norte e nordeste do Llano Uplift, dividida ao meio pelo rio Colorado, nos condados de McCulloch, San Saba e Lampasas. Nessa área, o calcário Marble Falls, o xisto Smithwick e o grupo Strawn inferior estão bem expostos. Os estratos do grupo Strawn inferior são truncados por uma discordância erosiva, sobre a qual se sobrepõem estratos cretáceos muito mais jovens.
A sucessão de estratos carboníferos dentro e adjacente ao Llano Uplift registra a subsidência e o preenchimento acentuados da Bacia de Fort Worth, associados à progradação de deltas e sistemas fluviais vindos das elevadas Montanhas Ouachita a leste. O calcário Chappel e o folhelho Barnett representam inundações episódicas no início do Carbonífero, seguidas pela formação de uma plataforma carbonática onde o calcário Marble Falls se acumulou como equivalente lateral ao xisto Smithwick, de águas mais profundas. À medida que a bacia se aprofundou durante a orogenia de Ouachita, o Smithwick Shale foi depositado sobre os antigos locais de sedimentação de Marble Falls no Llano Uplift. Nas partes mais profundas da região, acumularam-se depósitos de xisto e leques submarinos que formaram o grupo Strawn inferior. Com o preenchimento contínuo da bacia ao longo do restante do Carbonífero e Permiano, sedimentos fluviais-deltaicos e depósitos da plataforma continental marinha rasa dos grupos Strawn superior, Canyon e Cisco se acumularam na Bacia de Fort Worth.

### Mesozóico
As únicas rochas mesozóicas conhecidas na região de Llano são as do sistema Cretáceo. Durante os períodos Triássico e Jurássico, a região de Llano foi erodida. O acúmulo de camadas vermelhas terrestres do Triássico do Grupo Dockham pode ter atingido a borda ocidental da região de Llano. No entanto, esses depósitos foram posteriormente erodidos até suas posições atuais, e os estratos subjacentes foram desgastados durante o Triássico e o Jurássico, em resposta à inclinação e elevação regionais.
Na época em que as regiões do Llano Uplift foram lentamente cobertas por depósitos sedimentares do Cretáceo, elas já haviam sido reduzidas pela erosão a uma superfície de baixo relevo, conhecida como paleoplanície de Wichita. As poucas pesquisas realizadas na paleoplanície de Wichita estimam que até 33 metros (110 pé) de relevo existe nesta superfície cortada nos estratos subjacentes. Durante o Cretáceo, essa superfície foi progressivamente enterrada pela acumulação de sedimentos fluviais e costeiros do Grupo Trinity e, mais tarde, pelas formações Walnut, Comanche Peak e Edwards.

### Cenozóico
A erosão que ocorreu desde a retirada dos mares do Cretáceo resultou em uma inversão topográfica. Como resultado, as rochas mais antigas e estruturalmente mais altas tendem a ocorrer nas elevações topográficas mais baixas. Onde as rochas cretáceas margeiam ao Llano Uplift, é comum uma elevação topográfica acentuada ou escarpa.

## Região Mineral Central
A região do Llano Uplift também é chamada de região mineral central do Texas devido à ocorrência de uma grande variedade de minerais encontrados e aos numerosos poços de prospecção de minério escavados em rochas pré-cambrianas expostas e estratos paleozoicos inferiores. Ao longo das décadas, algumas pequenas minas produziram ítrio e outros minerais de terras raras, magnetita, feldspato, vermiculita, serpentina e topázio de qualidade gema. Resumidamente, a galena, um minério de chumbo, era extraída de calcário disposto de forma irregular sobre montes de granito que antes eram colinas antes de serem submersas pela elevação do nível relativo do mar no Cambriano. Pequenas amostras de minerais de ouro, prata, cobre, estanho, bismuto, molibdênio, tungstênio e urânio foram encontradas e exploradas em poços de prospecção. Antes de fechar em 1980, a mina Southwestern Graphite, a noroeste de Burnet, Texas, foi a única grande produtora de grafite de alta pureza na América do Norte por várias décadas. No passado, grandes quantidades de pedra-sabão foram escavadas de afloramentos ao sul de Llano, Texas, e moídas para uso como inseticida e enchimento inerte em vários produtos. Os principais recursos minerais atualmente produzidos na região Central Mineral consistem em areia de fraturamento, pedra britada e pedra de construção. O granito foi extraído de quase inúmeras localidades e a produção ativa de pedras dimensionais continua hoje a partir de uma cúpula de granito rosa grosso de Town Mountain perto de Marble Falls, Texas.

Contexto e características do Llano Uplift
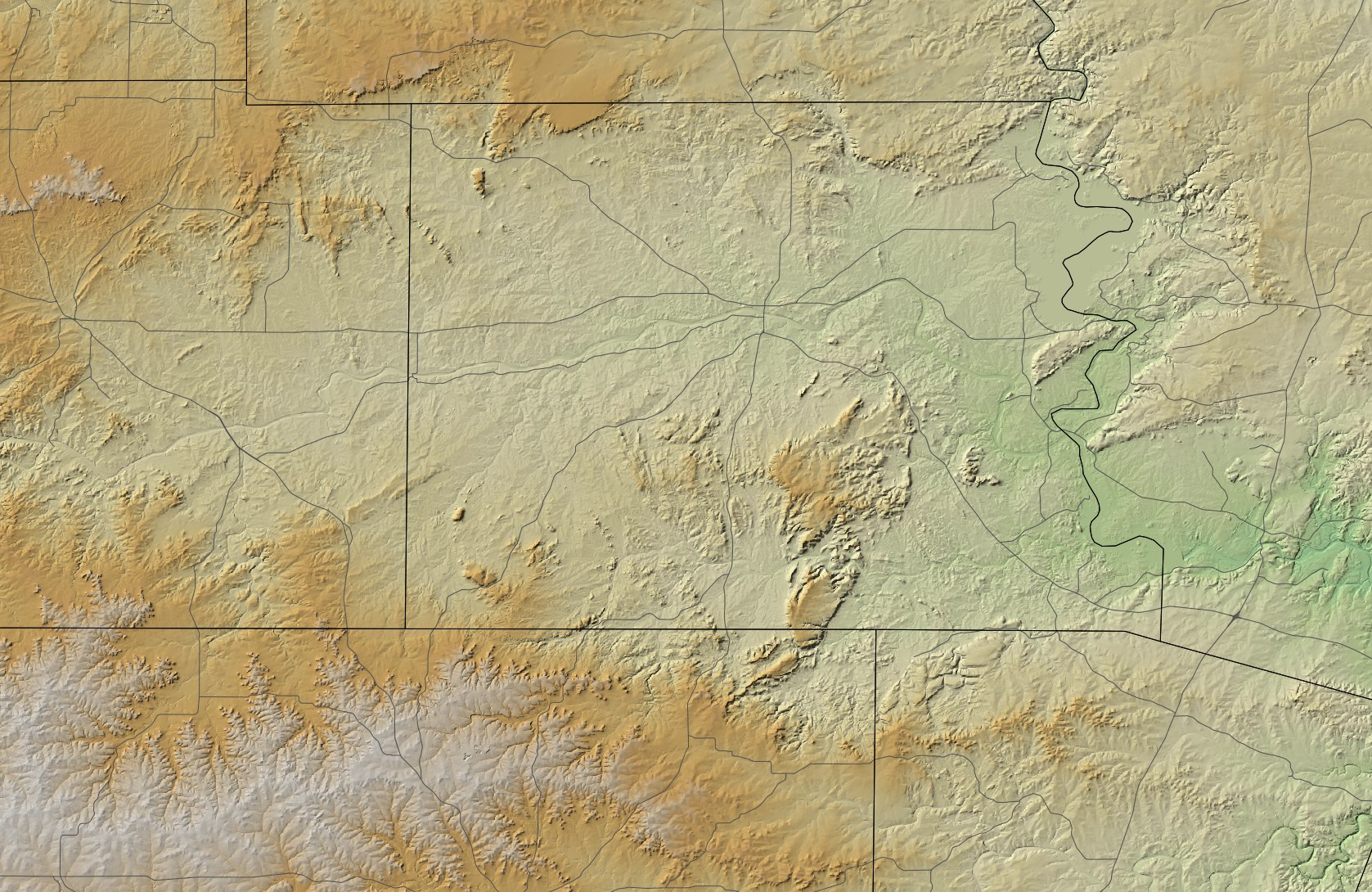
Mapa em relevo destacando a área do Llano Uplift no Texas central
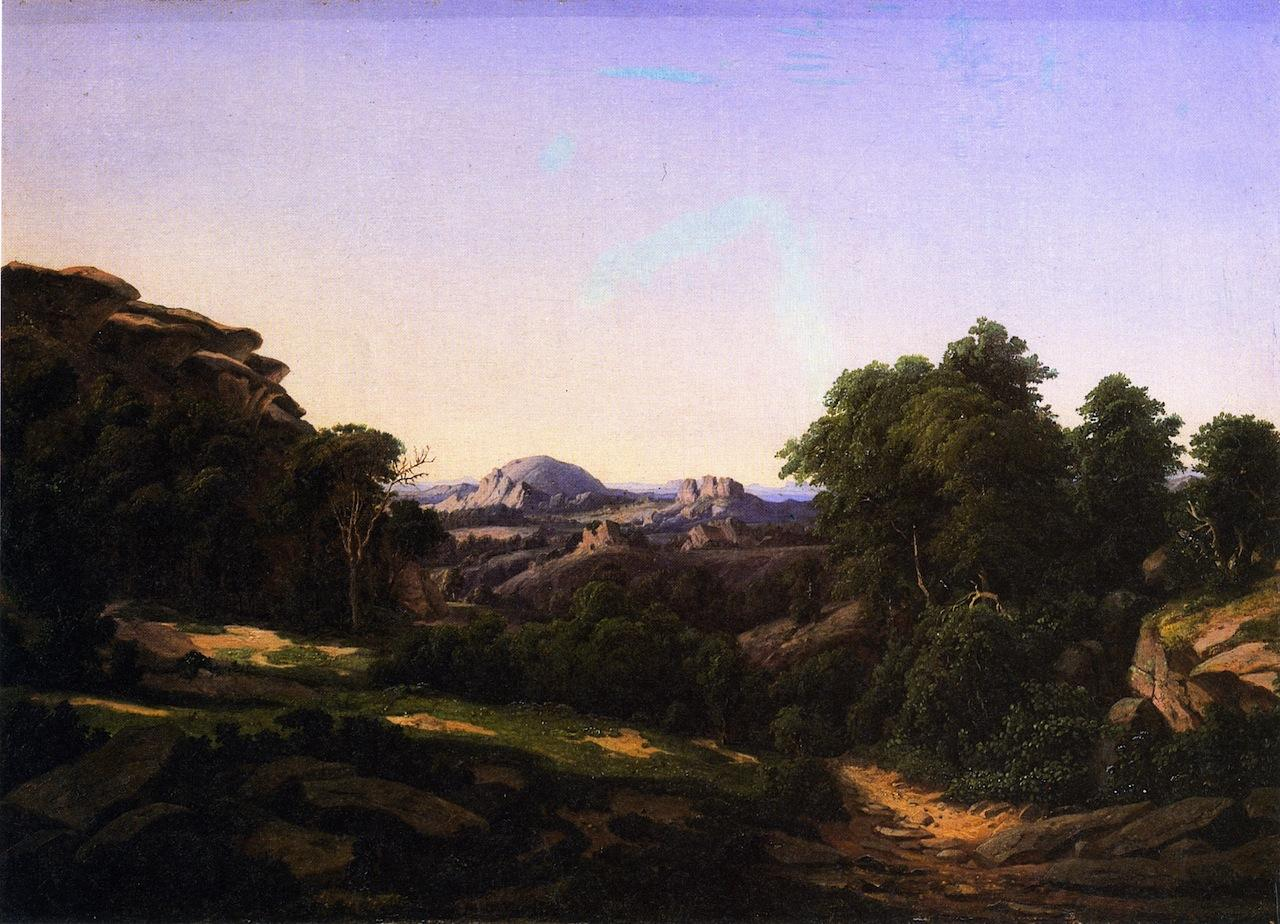
Enchanted Rock perto de Fredericksburg, pintada por Hermann Lungkwitz em 1864
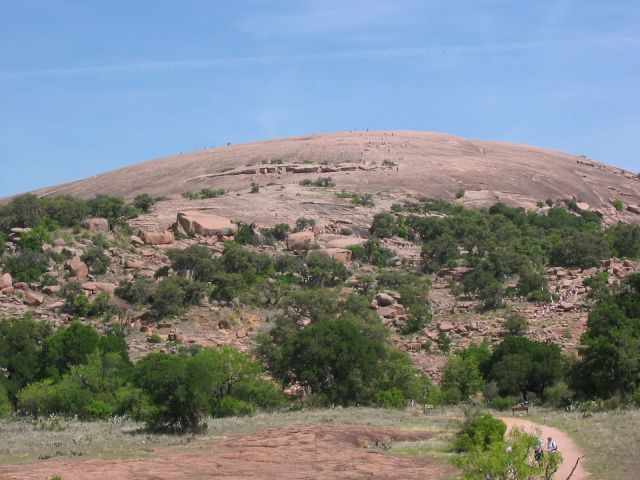
Formação granítica Enchanted Rock, um dos marcos do Llano Uplift
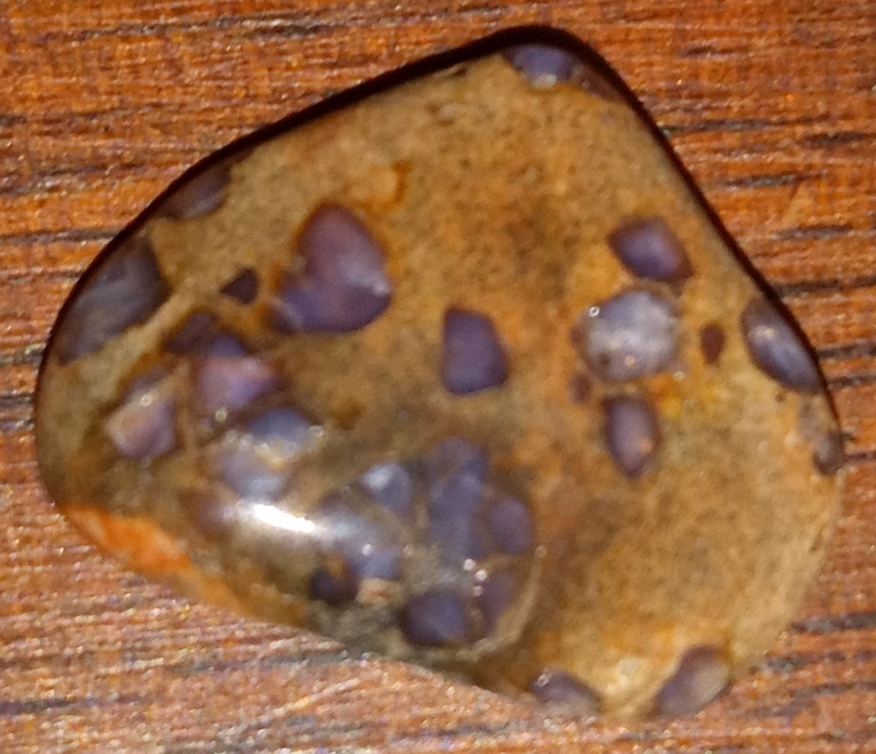
Amostra de llanita, rocha ígnea rara encontrada apenas na região do Llano Uplift